# Huizong-Lamakloster
Das Huizong-Lamakloster (chinesisch 彙宗寺 / 汇宗寺, Pinyin Huìzōng sì; mongol. Köke süme/Khökh süm; engl. Huizong Lamasery, Huizong Temple, Huizong Monastery usw.) im Kreis Duolun des Xilin Gol-Bundes, Innere Mongolei, Volksrepublik China, ist ein Klostertempel der Gelug-Schule (Gelbmützen) des tibetischen Buddhismus und dessen Hauptsitz in der Inneren Mongolei. Die Anlage des Huizong-Klosters umfasst den Huizong-Tempel, die Zhangjia-Residenz des Lebendigen Buddha 章嘉仓 und den Shanyin-Tempel 善因寺 (mongol. Shira süme).
Im Lamakloster Huizong fand im Mai 1691 das Dolon-Bündnistreffen (oder Kangxi-Bündnistreffen) statt, bei der die chinesische Oberherrschaft der Qing-Dynastie durch die Chalcha offiziell anerkannt wurde. Zum Andenken daran ließ der Mandschu-Kaiser Kangxi für 100.000 Tael das Kloster errichten. Es heißt, das Huizong-Lamakloster habe in jenen Jahren nur dem Potala-Palast nachgestanden. Das Haupttor, die Maitreya-Buddha-Halle und die Zhangjia-Residenz des Lebendigen Buddha sind in gutem Zustand.
Das Huizong-Lamakloster (Huizong si) steht seit 2001 auf der Liste der Denkmäler der Volksrepublik China (5-277).

### Chinesische Weblinks
- Duolunsi